# Hohenschwangau (zámek)

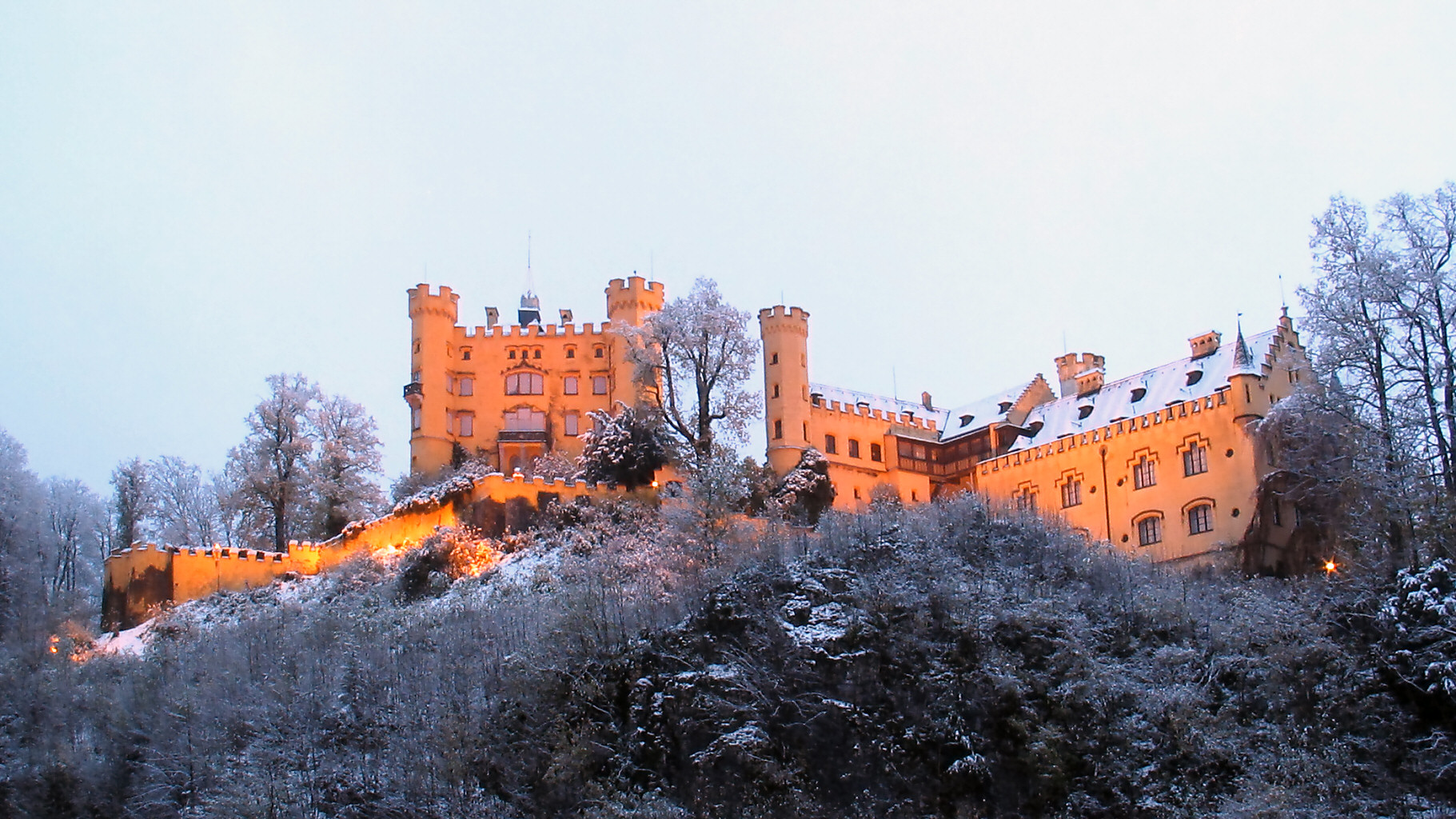
Zámek Hohenswangau, večer na začátku listopadu.

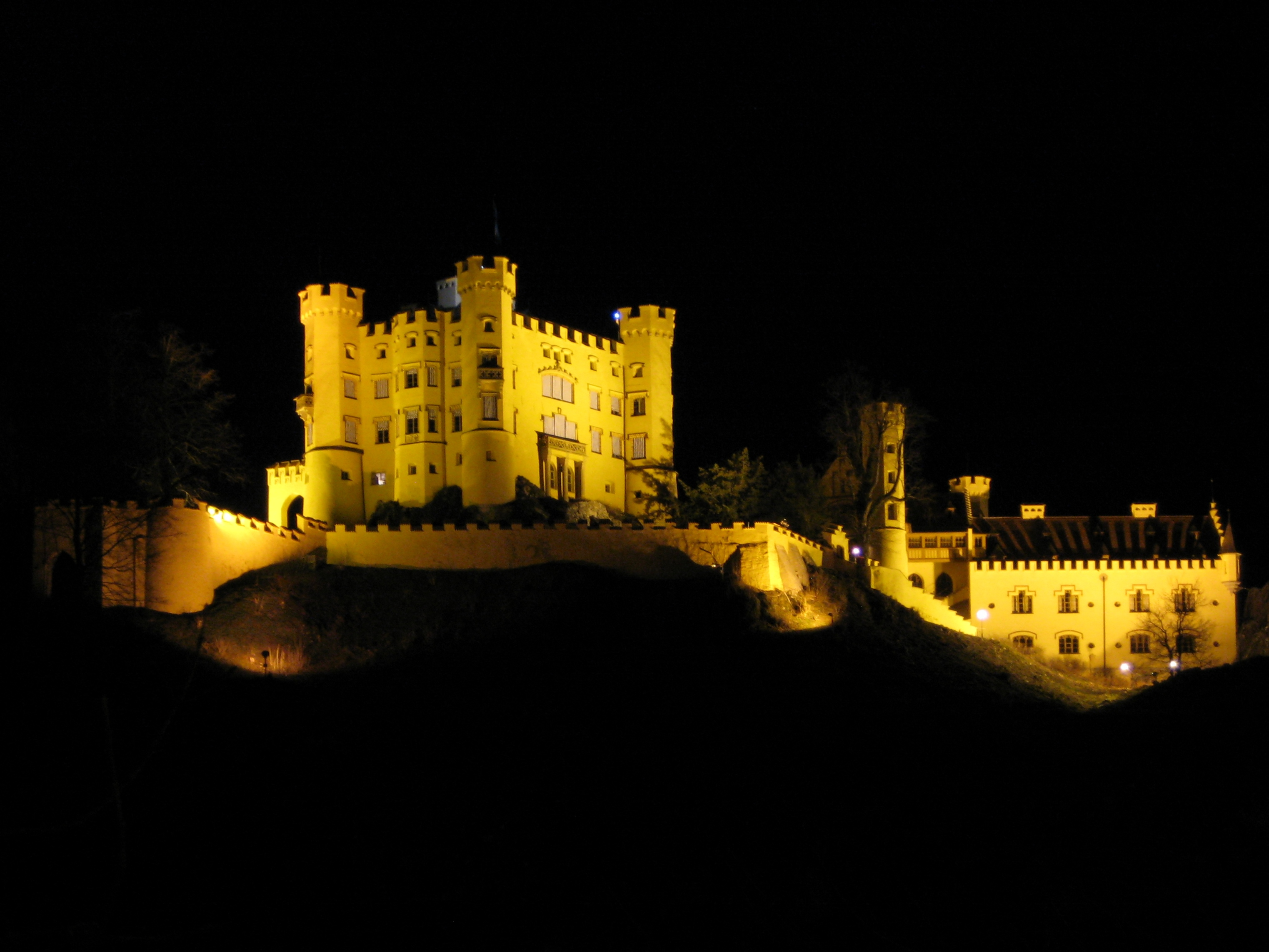
Zámek Hohenschwangau v noci

Zámek Hohenschwangau leží přímo naproti zámku Neuschwanstein v obci Schwangau v Bavorsku.

## Historie
Poprvé je zámek zmiňován ve 12. století jako hrad Schwanstein, sídlo šlechticů ze Schwangau. V následujících stoletích měnil majitele, chátral, byl nově vystavěn a znovu zničen.
V roce 1832 získal ruiny král Maximilián II. (tehdy ještě jako korunní princ Maximilián) a nechal je přestavět uměleckým architektem a malířem Domenicem Quaglionim (1787-1837) v novogotickém stylu. Příznačně určil král za vedoucího stavby malíře Quaglioho a přiřadil mu k pomoci architekta Georga Fridricha Zieblanda. Quaglio neměl v praktickém stavitelství zkušenosti, přesto se do práce pustil vší silou takovým způsobem, že krátce před dokončením stavby zemřel. Práce potom pokračovaly pod mnichovským architektem Josefem Ohlmüllerem. Výmalba místností je realizována podle návrhů Moritze von Schwindela. V tomto stavu se zachoval zámek do dnešních dnů. Vnitřní zařízení z období Biedermeieru zůstalo nezměněno.
Zámek sloužil královské rodině jako letní sídlo a byl místem vychování Ludvíka II. Jeho matka Marie Bavorská žila na zámku ještě 3 roky po smrti svého syna, dokud zde nezemřela.

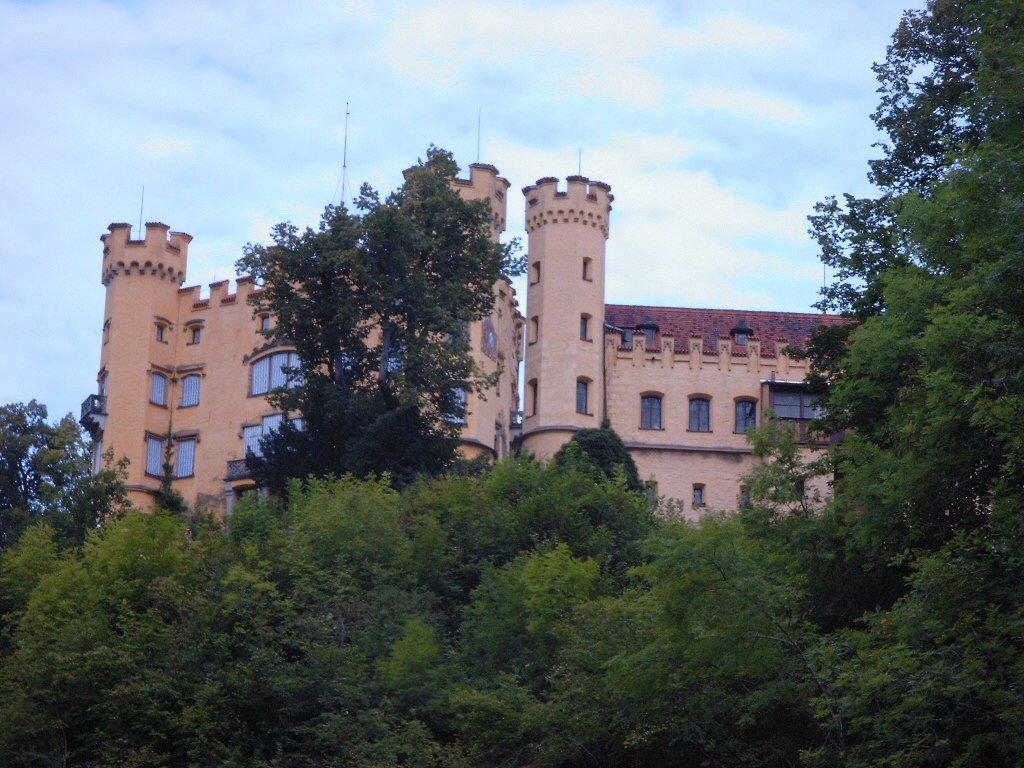
Zámek Hohenschwangau

Současným vlastníkem zámku je Fond vyrovnání rodu Wittelsbachů.
Časného rána 6. listopadu 2005 se do zámku vloupali zloději. Přitom vypáčili vstupní dveře a dostali se schody pro služebnictvo do biliárdového salónku v prvním patře. Tam odcizili z vitrín okolo 100 vyznamenání. Tato vyznamenání patřila k trvalé výstavě různých řádů a ocenění rodiny Wittelsbachů. Škody byly vyčísleny na více než 10.000 eur. Ačkoliv se bezprostředně po násilném vniknutí zlodějů spustil alarm, nepodařilo se zloděje zastavit.
Na dně údolí pod severní stranou zámku je přirozený Schwanseepark, který je v současnosti zcela zarostlý. Park byl zřízen podle plánů Petera Josepha Lenného.

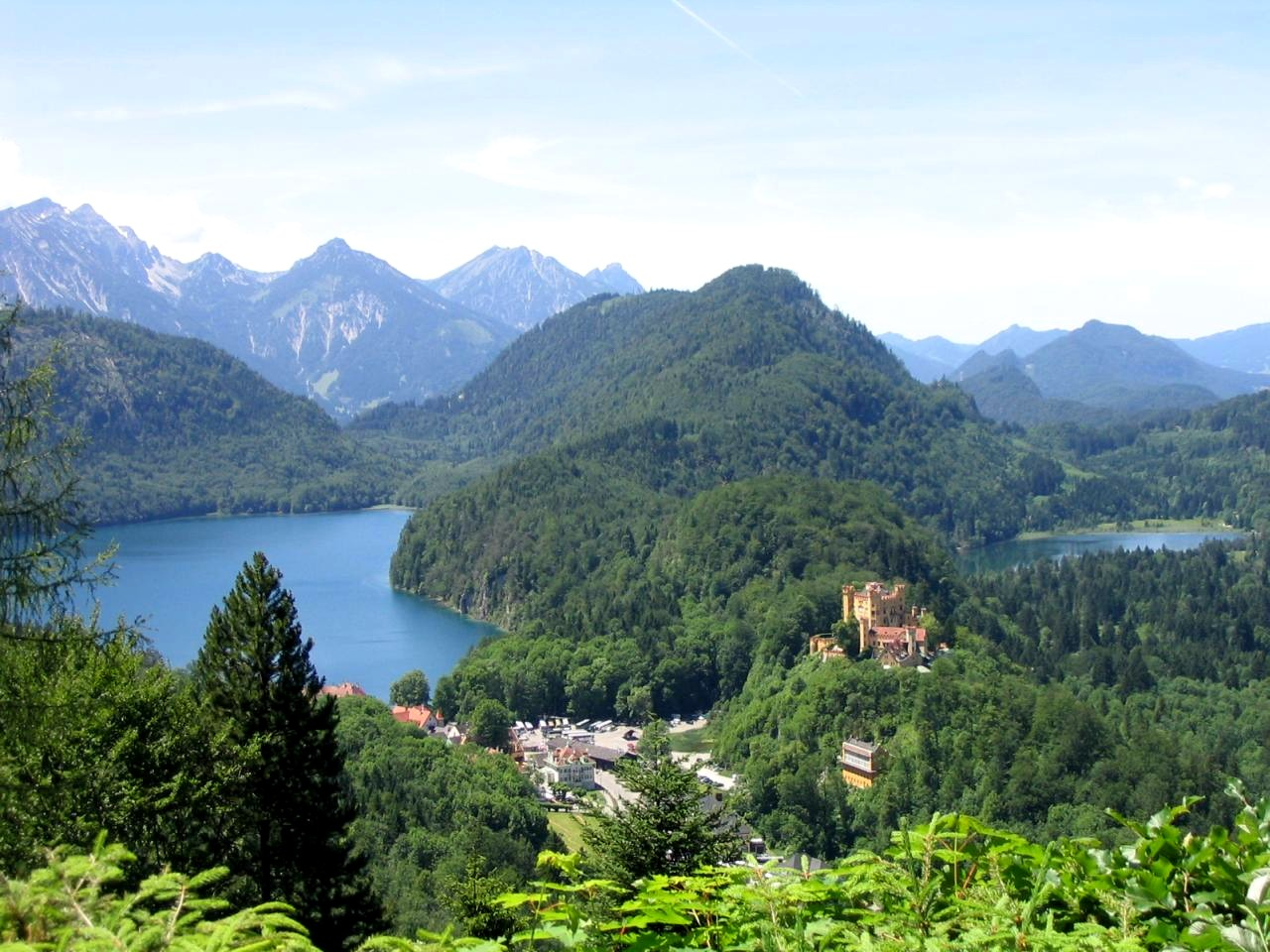
Zámek Hohenschwangau (uprostřed), vlevo alpské jezero, vpravo Schwanseepark